# RSM-56 Bulava
RSM-56 Bulava (rus. Булава, NATO oznaka: SS-NX-30, GRAU indeks 3M30) je ruski interkontinentalni balistički projektil namijenjen lansiranju s podmornica. Njime će ruska mornarica naoružati nove nuklearne podmornice klase Borej. Planiran je kao osnovica budućeg ruskog nuklearnog naoružanja. Projektil je nazvan "Bulava" što na ruskom znači buzdovan.
Projektil je dizajnirao Moskovski institut za toplinsku tehnologiju (eng. Moscow Institute of Termal Technology), a njegov razvoj je započeo krajem 1990-ih kao zamjena za projektil R-39. Očekuje se da će prve tri podmornice klase Borej nositi po 16 projektila, a sljedećih pet po 20 projektila svaka.
Nakon dugotrajnih testiranja i uspješnog lansiranja salve četiriju projektila završena je faza testiranja. RSM-56 Bulava je službeno odobren za ulazak u aktivnu slubu 2018.

### Unutarnje poveznice
- R-36